# Centelles (Adelsgeschlecht)

Das Wappen der Familie Centelles

Die Centelles, Centeglies, Centellas, Cintillis oder Centelly sind ein katalanisches Adelsgeschlecht von herzoglicher Abstammung, das auch Zweige auf Sizilien hatte. Die Centelles (später Centelli, Centella oder Santiglia in der sizilianischen Sprache) kamen nach den Aufständen der Sizilianischen Vesper nach Sizilien, zusammen mit zwei anderen frühen Geschlechtern, den Carafas und den Sorianos (später Suriano in Sizilien), die alle mit dem Königshaus von Aragon in Verbindung standen.
Die Centelles haben als Stammvater Cataldo di Craon, einen der neun fränkischen Ritter, die Karl den Großen bei der Befreiung Kataloniens von der arabischen Herrschaft begleiteten; gehörte ebenfalls zum Haus der Herzöge von Burgund. Er war Herr von Centelles, von dem er seinen Familiennamen ableitete.
Ein Bernardo Centeglies war Höfling von Martin I. von Sizilien; ein Gilberto Centelles war Vizekönig von Sizilien und Valencia für Alfons V. von Aragon durch seine Heirat mit Constanza Ventimiglia Moncada, Tochter von Antonio, erhielt er den Titel eines Grafen von Collesano. Ein Giuliano war Strategoto von Messina; ein Almerico war Prätor von Palermo; Giuseppe Centelles war Vizekönig von Sizilien für Ferdinand II. von Aragon. Von großer historischer Bedeutung war Antonio Centelles, Graf von Collesano, Markgraf von Crotone und Graf von Catanzaro und Belcastro, eine führende Persönlichkeit im politischen Leben des Königreichs Neapel zwischen 1437 und 1465.
Insgesamt besaß die Familie drei Markgrafschaften, ein Herzogtum, sieben Grafschaften und 39 Baronien; Sie war unter anderem verwandt mit den Familien Del Balzo, Cardona, Moncada, Ruffo, Ventimiglia und Zuniga.